# (9566) Rykhlova
(9566) Rykhlova est un astéroïde de la ceinture principale.

## Description
(9566) Rykhlova est un astéroïde de la ceinture principale. Il fut découvert le 18 septembre 1987 à Nauchnyj par Lioudmila Tchernykh. Il présente une orbite caractérisée par un demi-grand axe de 2,36 UA, une excentricité de 0,25 et une inclinaison de 3,5° par rapport à l'écliptique.

## Compléments